# Tomasz Nawotka
Tomasz Nawotka (ur. 14 lutego 1997 w Olsztynie) – polski piłkarz (obrońca lub pomocnik), występujący w Sandecji Nowy Sącz.
Wychowanek Concordii Elbląg. Od 2014 zawodnik Legii Warszawa, w barwach której, jak dotąd, nie zadebiutował. Przebywał na wypożyczeniach w Zagłębiu Sosnowiec (dwukrotnie) oraz słowackim MFK Zemplín Michalovce. W sezonie 2020/2021 był wypożyczony do ŁKS-u Łódź z opcją wykupienia.